# 서베를린

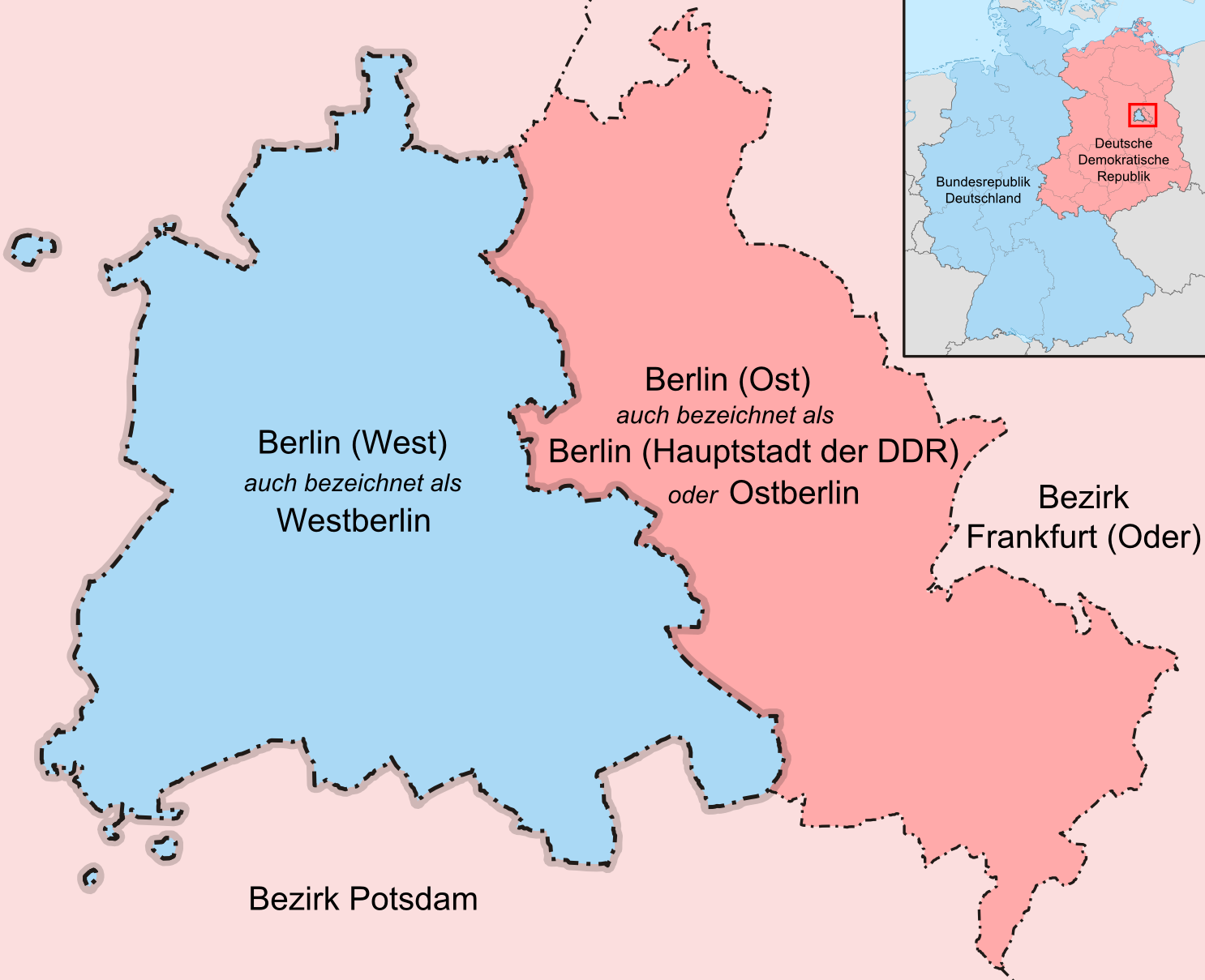
서베를린

서베를린의 곰 상징

서베를린(독일어: West-Berlin 베스트베를린[*], 서백림(西伯林), 문화어: 서부베를린)은 냉전기 동안 베를린의 서쪽 부분으로 구성된 정치적 월경지다. 서방 연합군이 점령한 베를린의 구역이 '서베를린'이 된 구체적인 날짜는 없으나, 1949년에 그 명칭이 채택된 해로 널리 받아들여진다. 서베를린은 서독과 정치적으로 제휴하여 연방기관에서 직간접적으로 대표되었다.

## 개요

### 자유의 섬
서베를린은 서방 연합군에 의해 정식으로 통제를 받았으며, 소련이 통제하는 동베를린과 동독에 완전히 둘러싸여 있었다. 서베를린은 서구인들에게 '자유의 섬'으로서 널리 여겨졌기에, 냉전 기간 동안 대단한 상징적 중요성을 갖고 있었다. '자유의 섬'은 '서방의 쇼케이스'로서 서독으로부터 많은 보조금을 받았다. 실제 이원복 교수가 글과 그림을 쓰고 그린, 《먼나라 이웃나라》도이칠란트편(고려원)에서는 공산주의 국가인 독일민주공화국 안의 독일연방공화국 영토이기 때문에, '자유의 섬'이라고 불렸다고 설명한다.

### 경제력
부유한 도시로서의 서베를린은 뚜렷하게 국제적인 성격으로 주목받았고, 그리고 교육과 연구, 문화의 중심이었다. 약 2백만 명의 주민이 거주하고 있던 서베를린은 냉전기 동안 독일에서 어떤 도시보다도 인구가 많았다.

### 독일연방공화국에서 서베를린 가기
서베를린은 양독 국경의 동북쪽으로 100마일(=161km) 떨어져 있었으며, 협궤 철도와 고속도로 회랑을 통해서만 서독에서 서베를린으로 접근할 수 있었다. 실제 이원복 글, 그림, 《먼나라 이웃나라》도이칠란트편(고려원)에서는 독일민주공화국 군대인 국가인민군들의 검문을 거쳐야 하고, 신분을 인정하는 여권이 있어야 하는 등 출입행정이 엄격했다고 설명한다.
이는 1945년에 발족된 미국, 영국, 프랑스의 점령 구역으로 구성되었다. 1961년에 세워진 베를린 장벽은 1989년에 무너질 때까지 서베를린을 동베를린과 동독으로부터 물리적으로 분리시켰다. 독일이 공식적으로 통일된 날인 1990년 10월 3일, 동베를린과 서베를린이 공식적으로 재결합하여 독일연방공화국에 도시국가로서 가입하였고, 마침내 다시 한번 독일의 수도가 되었다.

## 기원

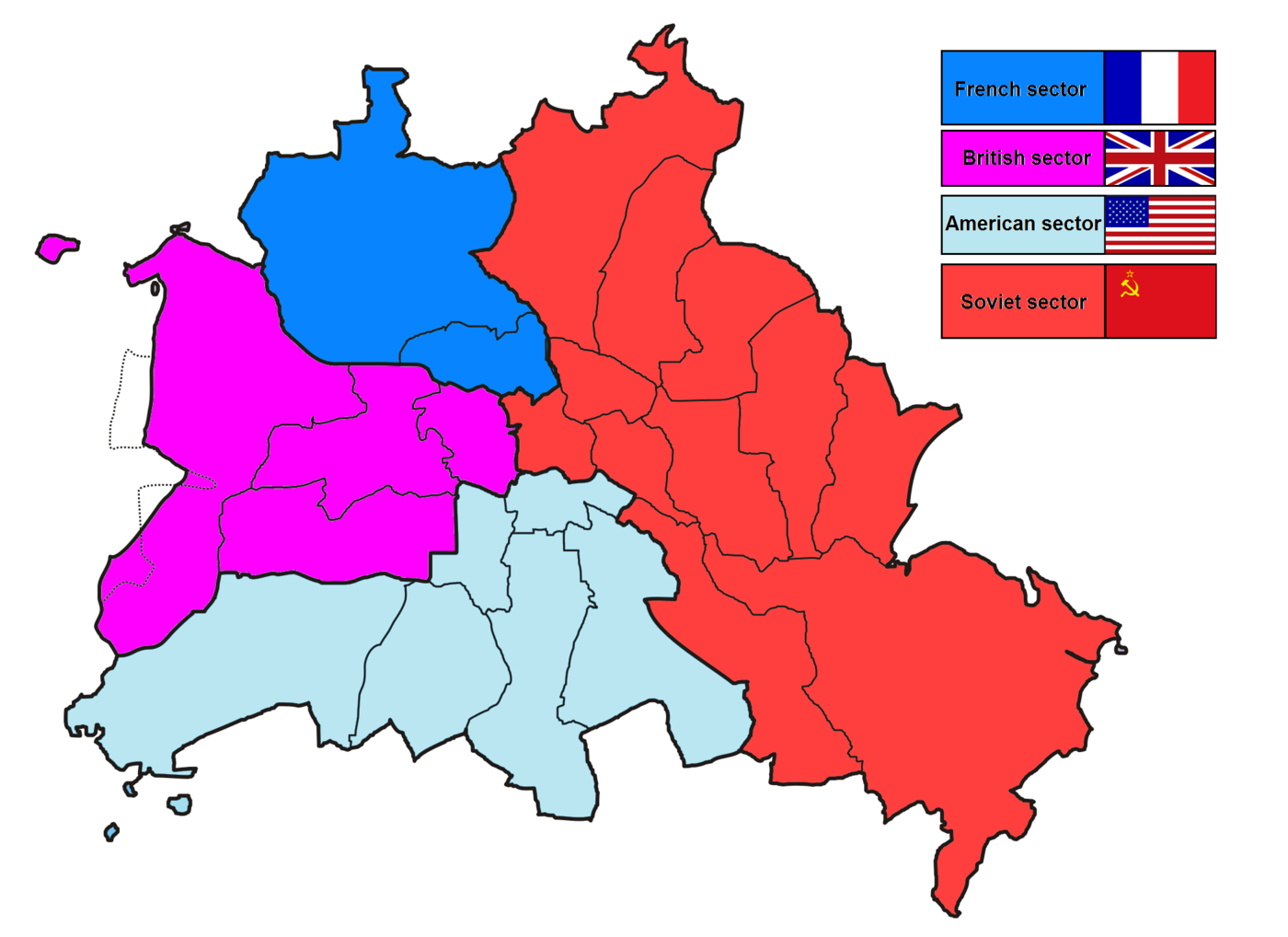
베를린의 4대 점령지. 서베를린은 연한 청색, 짙은 청색, 그리고 보라색으로 여러 개의 월경지가 보인다. 자치구 경계선은 1987년 현재다.

서베를린 및 동베를린의 지도, 국경 횡단, 지하철 네트워크(interactive map)

포츠담 협정은 제2차 세계대전을 계기로 독일 점령에 대한 법적인 틀을 발족했다. 이 협정에 따르면 독일은 독일 정부가 '모든 당사자에게 허용될' 수 있을 때까지 공식적으로 4개 연합국인 미국, 영국, 소련, 프랑스의 통치 하에 있게 된다. 1937년에 존재했던 독일의 영토는 구독일 동부 영토가 만들어짐에 따라 동독의 대부분에 의해 축소됐다. 나머지 영토는 네 개의 구역으로 나뉘게 되어, 각 구역은 네 개의 연합국 중 한 개국이 관리하게 된다. 중부 독일의 대부분 지역에 신설된, 소련 점령지대로 둘러싸인 베를린 역시도 분단될 것이며, 서방의 연합군이 도시의 서부로 구성된 월경지를 점령할 것이었다. 이 협정에 따르면 베를린의 점령은 4자 협정의 결과로서 끝날 수 있을 뿐이었다. 서방 연합군은 베를린 지역에 3개의 비행 회랑을 보장받았고, 소련도 서베를린과 독일 서부 지역 사이의 도로와 철도 접근을 비공식적으로 허용하였다.
처음에 이 협정은 모든 당사자들이 독일과 베를린이 곧 통일될 것이라 선언하면서 일시적인 행정적 성격을 띠고 있었다. 그러나 서방 연합국과 소련 간의 관계가 악화되고 냉전이 시작되면서 독일과 베를린의 공동 행정은 결렬되고 말았다. 곧 소련이 점령한 베를린과 서방이 점령한 베를린은 별도의 도시 정부를 두고 있었다. 1948년 소련은 서방 구역인 지역 봉쇄를 가함으로써 서방 연합군을 베를린에서 몰아내려 했는데, 이를 베를린 봉쇄라 한다. 서방은 베를린 공수 작전을 통해 그들의 도시에 식량과 물품 등을 공급하기 위해 베를린 항로를 이용함으로써 대응했다. 1949년 5월 소련은 봉쇄를 해제했고, 서베를린은 관할권을 가진 별도의 도시로서 유지되었다.
베를린 봉쇄에 이어 동베를린과 서베를린 간 정상적인 접촉이 재개되었다. 이는 회담이 재개되기 전까지는 일시적이었다.  1952년 동독 정부는 국경을 봉쇄하기 시작했고 서베를린을 더욱 고립시켰다. 그 직접적인 결과로 배전망과 전화선이 끊어졌다. 또한 인민경찰과 소련군 병력은 시내에서 나가는 모든 도로를 봉쇄하는 과정을 계속하여, 그 결과 6월에 프랑스의 나시오날 장다르마리에(National Gendarmerie)와 연방국경경비대간 몇 번의 교착 상태와 적어도 한 번의 소규모 접전이 일어났다. 그러나 분열의 정점은 1961년 베를린 장벽 건설과 함께 비로소 이루어졌다.

## 법적 지위
서방 연합군에 따른 법적 이론에서 보면, 독일 대부분의 점령은 5월 23일 독일연방공화국(서독)과 10월 7일 독일민주공화국(동독)이 설립되던 1949년에 끝났다. 독일연방공화국 기본법, 즉 헌법 제127조에 따라 공포 후 1년 이내에 바덴, 라인란트팔츠, 뷔르템베르크-호엔졸레른뿐만 아니라 (공식적으로 서베를린으로 알려진 대로) 그레이터 베를린(Greater Berlin)까지 연방법이 확장되도록 규정이 만들어졌다. 그러나 베를린 점령은 4자 협정으로만 끝낼 수 있었기에, 동맹국들의 형식적인 주권 하에 베를린은 점령지로 남아있었다. 따라서 기본법은 서베를린에 완전히 적용되지 않았다.
1950년 8월 4일, 도시의 입법부인 하원은 베를린을 연방 공화국의 주(州)로서 선언하고 기본법 조항이 베를린 주법보다 우월하다고 선언하는 새로운 헌법을 1조 2항과 3항에서 통과시켰다. 그러나 그것은 9월 1일에야 법률이 되었고, 서방 연합군의 조항이 포함되면서 당분간 보류되었는데, '이 조항들은 1990년 10월 3일(독일이 통일되던 날)에야 유효한 법이 되었다'고 쓰여 있었다.
제87조는 과도기 동안 베를린은 12번째 지역으로 어떠한 속성도 소유하지 않는다는 의미로 해석된다. 기본법에 관하여 이 규정은 이 법과 베를린 헌법 사이의 충돌을 막기 위해 필요한 범위까지만 적용된다....
그러므로 서베를린에서도 기본법이 보장하는 시민의 자유와 개인의 권리(통신의 프라이버시 제외)가 유효했다.
게다가 서독 연방법령은 서베를린에서만 시 입법부의 승인을 얻어 발효될 수 있었다.
비록 기술적으로는 서방 구역이더라도, 아직 법률적으로 그레이터 베를린으로 구성된 도시의 애매모호한 법적 지위는 서베를린 시민들이 연방 선거에서 투표할 자격이 없다는 것을 의미했다. 1949년 5월 12일의 허가 통지서에서 3명의 서방 군정청장들은 4번에서 다음과 같이 그들의 조건을 설명했다:
세번째로 거리껴지는 것은 그레이터 베를린의 연방 참여에 관한 것이다. 우리는 기본법 제23조 및 제144조 제2항 효력을 연방의회 또는 연방 상원에 대한 투표권 부여에 동의할 수도 없고 연방의 지배를 받을 수도 없지만, 그럼에도 불구하고 그러한 입법기관의 회의에 소수의 대표자를 지명할 수 있다는 이전의 요구를 수용하는 것으로 해석한다.
결과적으로 서베를린 시민들은 하원에서 선출된 22명의 투표되지 않은 대표들에 의해 본의 연방의회에서 간접적으로 대표되었다. 마찬가지로 상원 의원(시의 관리자)은 4명의 투표되지 않은 대표단을 상원에 파견했다. 또한 1979년 유럽의회로의 첫 직선제가 실시되었을 때 서베를린의 세 의원은 대신 하원에 의해 간접적으로 선출되었다.
그러나 서독 시민으로서의 서베를린 사람들은 서독에서 선거에 출마할 수 있었다. 예를 들어 마침내 수상에 오른 사회민주당원 빌리 브란트는 그의 당 후보 명단을 통해 선출되었다. 서독 정부는 독일민주공화국의 모든 시민뿐만 아니라 모든 서베를린 사람들을 서독의 시민으로 간주했다. 또한 서베를린의 남성 거주자들은 연방공화국의 의무 병역 면제를 받았다. 이 면제는 이 도시를 서독 젊은이들에게 인기 있는 목적지로 만들었고 그 결과 번성하는 반문화가 생겨났으며, 이는 결국 이 도시의 결정적인 특징 중 하나가 되었다.

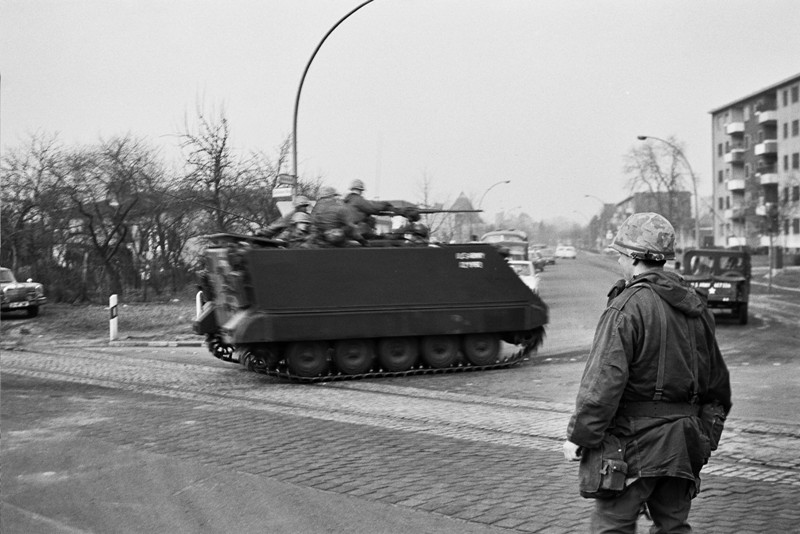
1969년 미군 차량들이 질렌도르프(Zehlendorf)의 주택가를 통과하는데, 이는 서베를린이 여전히 제2차 세계대전의 서방 연합군에 의해 합법적으로 점령되어 있었음을 일상적으로 상기시킨다.

서방 연합군은 서베를린의 궁극적인 정치 권위자로 남아있었다. 서베를린 입법부든 또는 연방법을 채택했든지 간에, 하원의 모든 입법은 서방 연합군 3대 사령관의 확인이라는 조건에 의해서만 적용되었다. 만약 그들이 법안을 승인한다면, 그것은 서베를린의 법정법의 일부로 제정되었다. 만약 총사령관이 법안을 부결시켰다면 서베를린에서 이는 법이 되지 않았다. 예를 들어 이것은 서독의 군복무법에 관한 경우였는데, 서베를린은 쇠네베르크 시청(Rathaus Schöneberg)에서 선출된 시장 및 상원 의원에 의해 운영되었다. 시장 및 상원의원(장관)은 서방 연합국의 승인을 받아야 했고, 따라서 선거적인 위임권에서가 아니라 점령군으로부터 권한을 얻어야 했다.
소련은 동독의 나머지 지역과 함께 동베를린의 점령을 일방적으로 종식시켰다. 그러나 이런 움직임은 서방 연합국들에 의해 인식되지 않았고, 그들은 계속해서 베를린 전체를 두 나라 어느 곳에서 속하지 않는 공동 점유 영토로 보았다. 이러한 견해는 4대 점령국의 군인들이 4개의 구역을 순찰하는 지속적인 관행으로서 뒷받침되었다. 그러므로 때때로 서베를린에서 소련군이 그랬듯 서방연합군들은 동베를린에서 순찰을 돌았다. 장벽이 건설된 후 동독은 동베를린을 출입하면서 서방 연합군 순찰을 통제하기를 원했는데, 이는 서방 연합군이 용납할 수 없다고 간주했던 관행이다. 그래서 소련에 대한 항의가 있은 후에, 서방의 연합군은 그들의 순찰 특권을 동독 시민이 서쪽으로 도망치는 것을 돕는 데 사용하지 않을 것이란 암묵적 합의에 따라 양쪽 모두 순찰을 통제하지 않고 계속하였다.
여러 방면에서 서베를린은 사실상 서독의 11번째 독일의 주로서 기능했는데, 서독에서 출판된 지도에서도 서독의 일부로 그려졌다. 그런 고로 서베를린과 서독 사이에는 지리적으로 허용된 범위 내에서의 이동의 자유가 존재했다. 서베를린에서는 별도의 입국 심사가 없었고, 서독의 모든 입국 심사 규정은 서베를린 내에서도 통용됐다. 방문객에게 발급된 서독의 입국 비자에는 독일어로 "베를린을 포함한 독일 연방 공화국을 위해"(Für die Bundesrepublik Deutschland einschl. [einschlißlich] des Landes Berlin)라는 직인이 찍혀 있어 소련의 불만이 제기됐다. 그러나 이 문구는 서베를린이 존속하는 모든 기간 내내 비자에 존재했다.
서베를린은 1990년 10월 3일 동독이 통일되고 동서 베를린이 서독에 통합될 때까지 군사적으로 점령 하에 있었다. 서독 연방 정부는 물론 대부분의 서방국가들은 동베를린을 동독과 별도의 독립체로 간주하여 이후 동베를린에도 새로운 대사관을 설치했지만, 그들은 이 도시를 동독의 정부 소재지일 뿐 수도가 아니라고 봤다.
이와는 반대로 공산주의권 국가들은 서베를린을 서독의 일부로 인정하지 않았고, 보통 독일어로 독립적인 정치 단체(selbständige politische Einheit)로 부르며 제3의 독일 관할권으로 묘사했다. 동베를린의 지도에서 서베를린은 자주 인접한 도시 지역이 아닌 단색 내지 흑백으로 미지의 영역, 아무 것도 존재하지 않는 땅(terra incognita)으로 표현됐고, 때로는 서베를린을 의미하는 'WB' 문자를 쓰거나 범례 또는 그림을 그려넣었다. 그러면서 자주 서베를린 특별 정치 구역(Besonderes politisches Gebiet Westberlin)이라는 표식을 붙이곤 했다.

## 입국 심사 정책
독일 연방 공화국은 서베를린이 그들의 거주지임을 보이기 위한 시민들의 요청에 따라 서독 여권을 서베를린 시민들에 발급하였다. 그러나 서베를린 시민들은 그들의 여권으로 동독 국경을 가로지르는데 사용할 수 없었고, 동유럽 공산주의 국가들의(공산권) 어느 정부도 서독이 서베를린 시민들을 위해 법적인 서류를 발행할 권한이 없다는 견해를 갖고 있어, 그 어느 나라도 서베를린 시민들의 입국을 허용하지 않았다. 

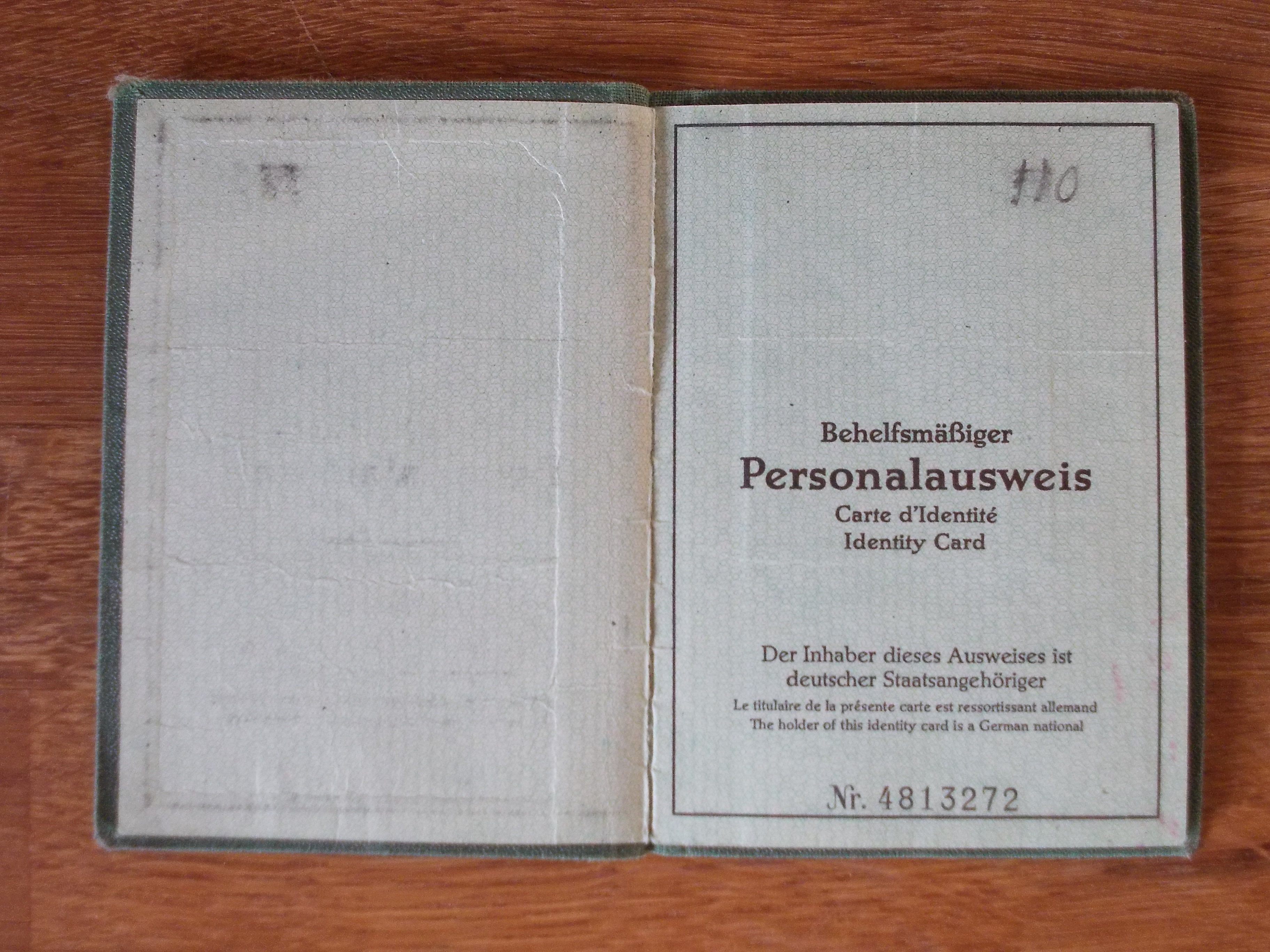
독일어와 프랑스어, 영어로 "이 신분증의 소지자는 서독 국민입니다"라는 문구가 적힌 서베를린 보조 신분증.

그런 이유로 서베를린은 주권 국가가 아니었으므로 여권을 발급하지 못하였다. 대신에 서베를린에서는 보조 신분증을 발급했는데, 이것은 표준적인 회색이 아닌 녹색 표지가 있는 일반적인 서독의 신분증과 시각적인 차이가 존재했고, 연방 독수리와 문장을 표시하지 않았으며, 또한 발행 국가에 대한 어떠한 표시도 포함하지 않았다. 그러나 그들은 문서의 소유자가 독일 시민이라는 서술을 갖고 있었다. 1968년 6월 11일부터 동독은 서독과 서독의 환승객이 동독에 입국할 때 발급되는 환승 비자를 취득하는 것을 의무화하였고, 이는 두번째 헌법 하에서 동독은 서독과 서베를린 시민을 외국인으로 간주했기 때문이다. 신분증에는 비자를 찍은 페이지가 없었기에, 동독 비자 발급자들은 1980년대 중반까지 신분증에 느슨하게 부착된 별도의 전단지에 비자를 찍었다. 고로 1980년대 중반까지는 작은 책자에 불과했다. 서독 정부가 비자 수수료를 지원했음에도 여전히 개별 여행자가 지불할 수 있었다.
미국과 같이 비자가 필요한 서방국에 들어가기 위해 서베를린 사람들은 흔히들 서독 여권을 사용했다. 그러나 스위스나 오스트리아를 포함해 입국을 위한 도장을 찍은 비자가 필요없는 나라들과 영국을 포함한 당시의 유럽 경제 공동체의 많은 회원국들에는 서베를린 신분증으로 입국이 허용되었다.
서베를린에서의 활발한 이주와 망명 정책은 1960년대와 70년대의 이민이 증가하는 요소로 작용했으며, 현재는 베를린에 최소 178,000명의 터키계 독일인 거주자들이 거주하고 있다. 이는 본국인 터키 이외의 지역에서 가장 큰 터키인 공동체다.

## 표기
대부분의 서방국 사람들은 더 이상의 구분이 필요하지 않는 한은 베를린의 서쪽 권역을 '베를린'이라고 불렀다. 서독 연방 정부는 공식적으로 서베를린을 '베를린'이라 불렀으나, 동독 정부에서는 대개 '서베를린'이라 불렀다. 1961년 5월 31일을 기점으로 서독 정부는 동베를린을 기존에 부르던 바와 같이 민주 베를린(Demokratisches Berlin)이란 단어를 대체하여, 공식적으로 동독 정부의 수도로서의 '베를린'이라 불렀으며 또는 간단히 '동독의 베를린'으로 부르거나 서독 정부의 입장에서의 '베를린(동부)'이란 단어로 불렀다. 정부와는 별개로 서독 언론에서 사용된 다른 이름은 '동부 베를린'(Ost-Berlin), '동베를린'(Ostberlin), 또는 '동쪽 영역'(Ostsektor)를 사용했다. 베를린의 분할된 영역에 대해 이렇게 다른 표기 방식은 개인과 정부, 또는 언론이 표기할 때 일반적으로 그들의 정치적 성향이 묻어 있었는데, 중도우파 성향의 프랑크푸르터 알게마이네 자이퉁(Frankfurter Algemeine Zeitung, FAZ)은 동부 베를린을 사용했고 중도좌파 성향의 남도이치 차이퉁(Süddeutsche Zeitung)은 동베를린을 사용했다.

## 베를린 장벽 건설 이후

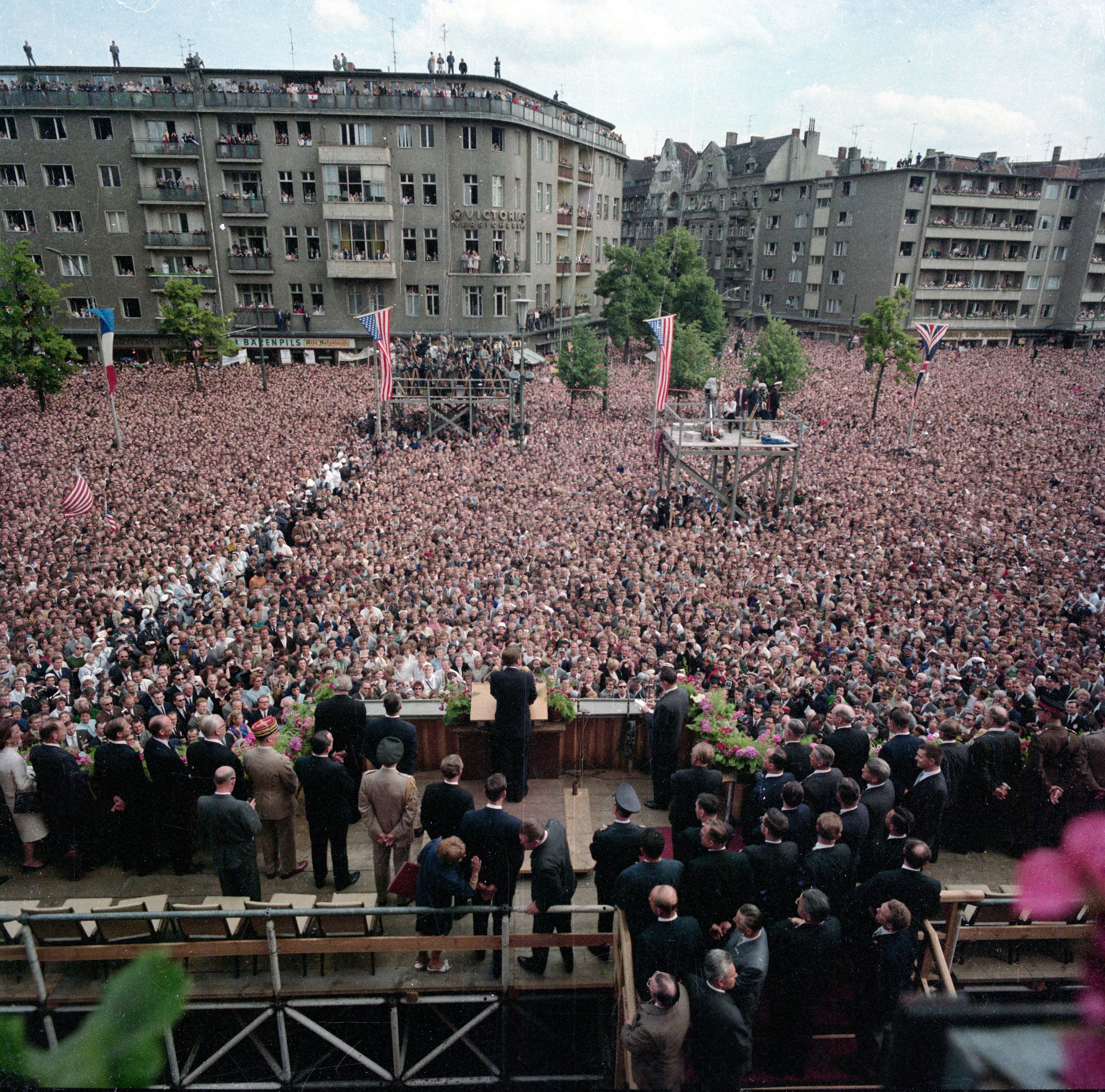
존 F. 케네디 대통령은 쇠네베르크 시청의 루돌프-빌데 광장(오늘날의 존 F. 케네디 광장)에서 서베를린 시민을 향해 연설했다., 1963년 6월 26일

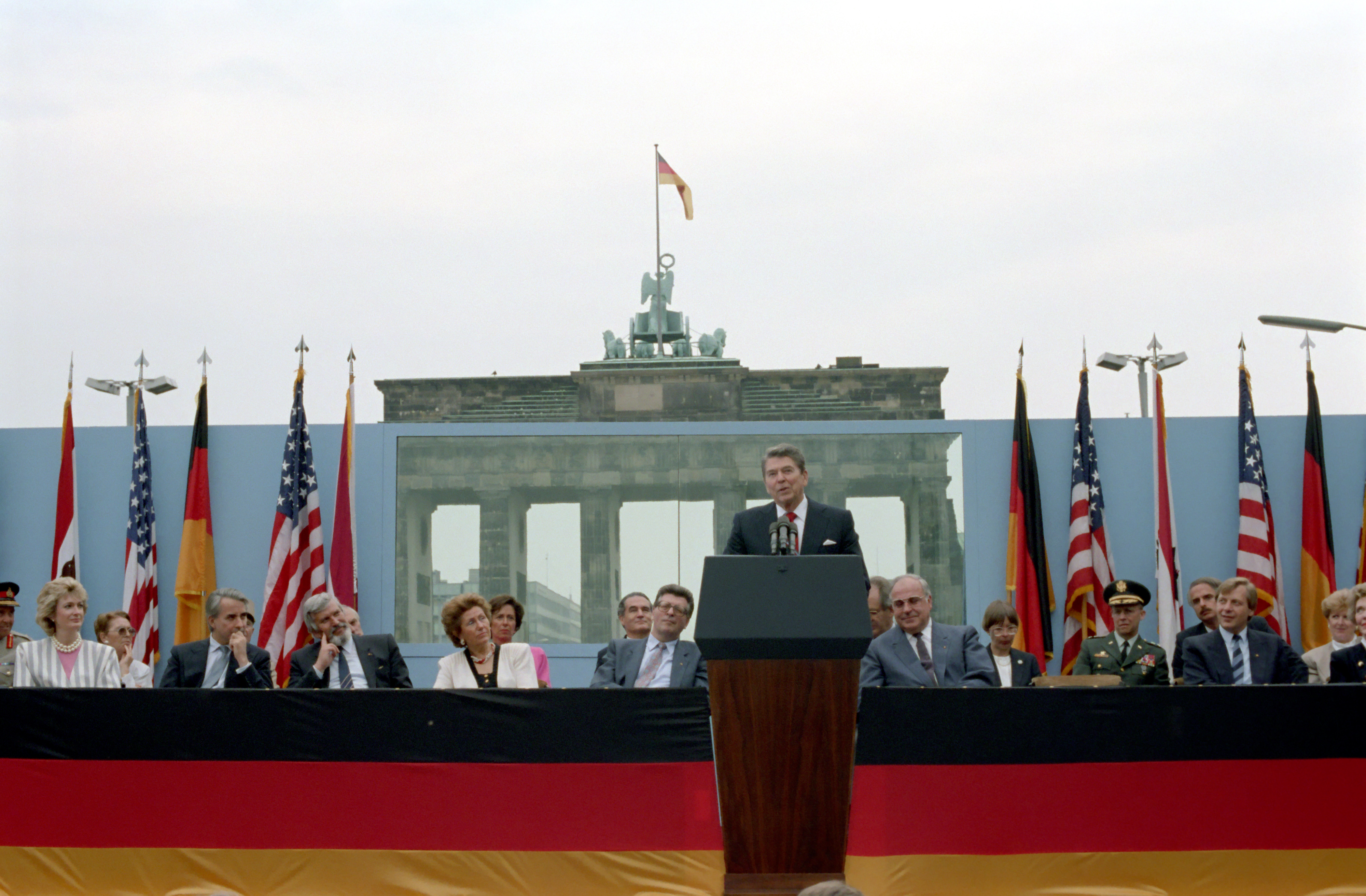
1987년 브란덴부르크 문 앞에서 "이 장벽을 허무시오!"라고 말하는 로널드 레이건 대통령.

베를린 장벽의 건설 이후 콘라드 아데나워 서독 수상은 존 F. 케네디 미국 대통령에게 서베를린과 튀링겐, 작센과 메클렌부르크의 일부 지역의 교환을 미국이 제안할 것을 언급했다. 그랬으면 서베를린의 인구는 서독으로 이전되었을 것이다. 아데나워는 동독이 중요한 산업 지대를 잃을 것이라 소련이 그 제안을 받아들일 것으로 믿지는 않았으나, 그런 제안을 하는 것이 서방과 동구권 사이의 긴장을 감소시킬 것이며, 더 나아가 그들이 그런 제안을 수용하는 데에 동의하지 않는다면 소련과 동독 간의 관계를 악화시킬 수 있기를 바랐다. 반면에 케네디 행정부에서는 이 제안을 진지하게 고려했으나, 실제로 소련에 이런 제안을 하지는 않았다..
NATO 역시도 서베를린과 관련해 구체적인 문제를 인식하고 이에 대한 관심을 높였으며, 동구권의 최종 공격으로부터 도시를 확실히 방어하기 위한 계획의 초안을 작성했다. LIVE OAK라고 알려진 3자 간 기획 그룹은 어떤 위기에서도 대응할 수 있는 잠재적인 군사 대응을 나토에 위임했다.
1963년 6월 26일, 케네디 대통령은 서베를린을 방문하여 "나는 베를린 사람입니다"라는 유명한 구절로 알려진 청중 연설을 했다.
1971년 9월의 베를린 4국 협정과 72년 5월의 교통 조약은 서베를린에 대한 긴장 상태를 상당히 완화하는 데에 도움을 주었다. 아직 많은 제한이 남아있긴 했으나, 이는 서베를린 시민들이 동독으로 여행하는 것을 쉽게 만들었고 아우토반의 교통 경로를 따라 여행하는 독일인들을 위한 규정을 더욱 간소화했다.
1987년 브란덴부르크 문에서의 로널드 레이건 미국 대통령은 당시 소련 지도자에 도전장을 내밀었다.
고르바초프 서기장, 만약 당신이 평화를 추구한다면, 소련과 동유럽의 번영을 추구한다면, 자유화를 추구한다면 이 문으로 오시오! 고르바초프 씨, 이 문을 여시오! 고르바초프 씨, 이 장벽을 허무시오!
그리고 1989년 11월 9일, 장벽이 열렸고 법적으로는 아니더라도 도시는 다시 물리적으로 통합되었다. 두 개의 독일과 네 개의 전시 동맹국들이 서명했던 2+4 조약은 독일 통일의 길을 열었고 서방 동맹국들의 서베를린 점령을 종식시켰다. 그리고 1990년 10월 3일 독일이 공식적으로 재통일된 날 동베를린과 서베를린은 공식적으로 하나의 베를린 시로 통합하였고, 그 후 하나의 도시이자 주로서 브레멘과 함부르크의 경계를 따라 확대된 연방 공화국에 합류하였다. 잠시 동안 서베를린 시장인 발터 몸퍼가 통일 도시의 첫번째 시장이 되었다. 1990년 12월의 시 전체의 선거는 1991년 1월 처음으로 베를린 전역의 시장이 선출됨으로써, 그와 함께 동베를린과 서베를린으로 분리되어 있던 시청의 효력은 소멸됐다. 그리고 전임 서베를린 시장이었던 에베하르트 디프겐(Eberhard Diepgen)이 재통합된 베를린의 첫 시장이 되었다.

## 자치구
서베를린은 다음과 같은 자치구(Bezirke)들로 이뤄져 있었다.
| 관할국가 | 자치구                                                             | 면적(km) | 비율(%) |
| -------- | ------------------------------------------------------------------ | -------- | ------- |
| 프랑스   | 라이니켄도르프,베딩                                                | 104.7    | 22      |
| 영국     | 샤를로텐부르크,티어가르텐,빌머스도르프,슈판다우                    | 164.4    | 34      |
| 미국     | 노이쾰른,크로이츠베르크,쇠네베르크,슈테글리츠,템펠호프, 첼렌도르프 | 210.8    | 44      |

## 고립 영토

분할된 베를린 지도. 베를린 서부 국경의 끊어진 선으로 연합국이 결정한 토지교환을 표시한다. 서베를린의 12개의 고립 영토 중 커다란 5개의 고립 영토(Steinstücken, Laßzinswiesen, Falkenhagener Wiesen, Wüste Mark, Kienhorst)가 보인다.

서베를린의 경계는 1920년의 대베를린에서 규정하고 1938년에 개정된 베를린의 시 경계와 같았으며, 소련과 프랑스, 영국, 미국의 관할 지구는 같은 해에 규정된 베를린 행정구의 경계선과 같았다. 또다른 개정안은 이는 서-슈타켄(West-Staaken)이 할양된 베를린의 영국 관할 구역과 지부르크 돌출부(Seeburg Salient)가 할양된 소련의 관할 구역 사이에서 1945년에 나왔다. 그리하여 베를린-가토의 국방군 비행장은 영국 구역의 일부가 되었고 베를린-스타켄의 비행장은 소련 구역의 일부가 되었다. 최종적인 국경선은 1920년 이후 대베를린이 일부 인접 자치 지구에 가지고 있던 수많은 고립 영토와 거주지들을 포함한 많은 지리적 특이 사항으로 인해 더욱 복잡해졌는데, 이 모든 것들은 1945년 이후 영국과 미국 관할 구역의 일부가 되었고 또한 서베를린의 일부는 동독에 의해 둘러싸이게 되었다.
또한 1945년 8월에는 가토우와 슈타켄의 교환으로 지리적으로 베를린 서쪽 외곽에 있는 슈타켄의 서쪽 절반이 법에 따라 소련의 점령지가 되었다. 그러나 사실상 행정은 영국 관할 구역의 슈판다우 자치구에 남아 있어 슈타켄의 모든 주민들은 1948년과 1950년의 서베를린 시 선거에 참여할 수 있었다. 그러자 1951년 2월 1일 동독의 인민경찰은 슈타켄 서부의 주민들을 협박하여 슈판다우 자치구에 의한 행정을 종료했다. 대신 슈타켄 서부는 소련이 점령한 베를린-미테 자치구의 도심의 고립 영토가 되었다. 그러나 1952년 6월 1일 슈타켄 서부에 있는 사실상의 행정부가 동독 지역인 노이엔(Nauen)에서 이웃한 동독의 팔켄지(Falkensee)로 이전되었고, 이 상황은 독일 통일 당일인 1990년 10월 3일 슈타켄 서부가 통합 베를린으로 재통합됨에 따라 해결되었다.

## 우편과 통신
서베를린에는 처음에는 도이치 우편 베를린(1947~1955)이라는 자체 우편 행정이 있었고 그 이후에는 도이치 연방 우편이라는 우편 행정이, 서독의 도이치 연방 우편과는 분리되어 별도로 자체 우표를 발행했다. 그러나 이런 분리는 거의 상징적인 것이어서, 실제로는 서베를린의 우편 서비스는 동일한 우편 번호 체계를 사용하여 서독의 우편 서비스와 완전히 통합되어 있었다.
또한 서베를린은 서독의 전화 네트워크에 통합되어 있어, 서독과 동일한 국제 전화 코드인 +49를 사용하였고 지역코드는 030을 사용했다. 서독에서와 마찬가지로 서베를린에서 동베를린으로의 전화는 다이얼 앞문자 00372를 붙여 사용했다. 국제 접속 코드가 00, 동독 국가 코드는 37, 지역 코드는 2였기 때문이다.
서베를린과 서독 사이의 통신은 동구권의 도청을 줄이기 위해 서독과 서베를린의 안테나 타워 사이의 전화 통화를 전파로 전송하는 극초단파 무선 릴레이 연결을 구축했다. 그와 같은 타워가 두 개 세워졌는데, 베를린-반제(Wannsee)와 베를린 프로나우(Frohnau)에 세워졌고 1,175피트, 358m의 높이로 1980년 5월 16일에 완성되었다. 이 타워는 2009년 2월 8일에 철거되었다.

## 같이 보기
- 동독
- 서독
- 베를린
- 본
- 동베를린
- 베를린 봉쇄
- 베를린 장벽